# Limbur Baru (Limbur Lubuk Mengkuang)
Limbur Baru is een bestuurslaag in het regentschap Bungo van de provincie Jambi, Indonesië. Limbur Baru telt 1347 inwoners (volkstelling 2010).